# Chiesa dell'Addolorata (San Salvo)
La chiesa dell'Addolorata, già di San Nicola, è un luogo di culto cattolico situato a San Salvo, in provincia di Chieti.

## Storia

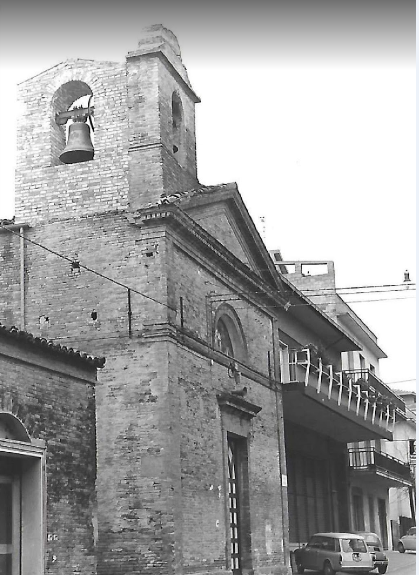
La chiesa in una foto d'epoca

L'edificio originario venne costruito sul tratturo L'Aquila-Foggia nel XV secolo e dedicato a San Nicola da Tolentino. Distrutta, venne riedificata nella prima metà del Settecento ad opera del cardinale Pier Luigi Carafa, mentre alla fine dell'Ottocento, per le precarie condizioni, venne chiusa al culto. Fu requisita dal partito fascista che ne fece la sua sede, ospitando successivamente il primo asilo della città. Nel 1960 fu di nuovo adibita alle funzioni religiose e nel 1973 venne elevata a parrocchia del quartiere  di Corso Garibaldi. Essendo troppo piccola per accogliere un numero crescente di fedeli, venne però sconsacrata pochi anni dopo e utilizzata come sede per le opere parrocchiali. Nell'area retrostante fu costruita la nuova chiesa dedicata a San Nicola Vescovo.
Il 30 maggio 2019, una parte dell'antica chiesa viene restituita al culto ed intitolata alla Vergine Addolorata. Nel giugno 2020, dopo alcuni decenni di assenza, è stato ripristinato anche il suono delle campane.

## Descrizione

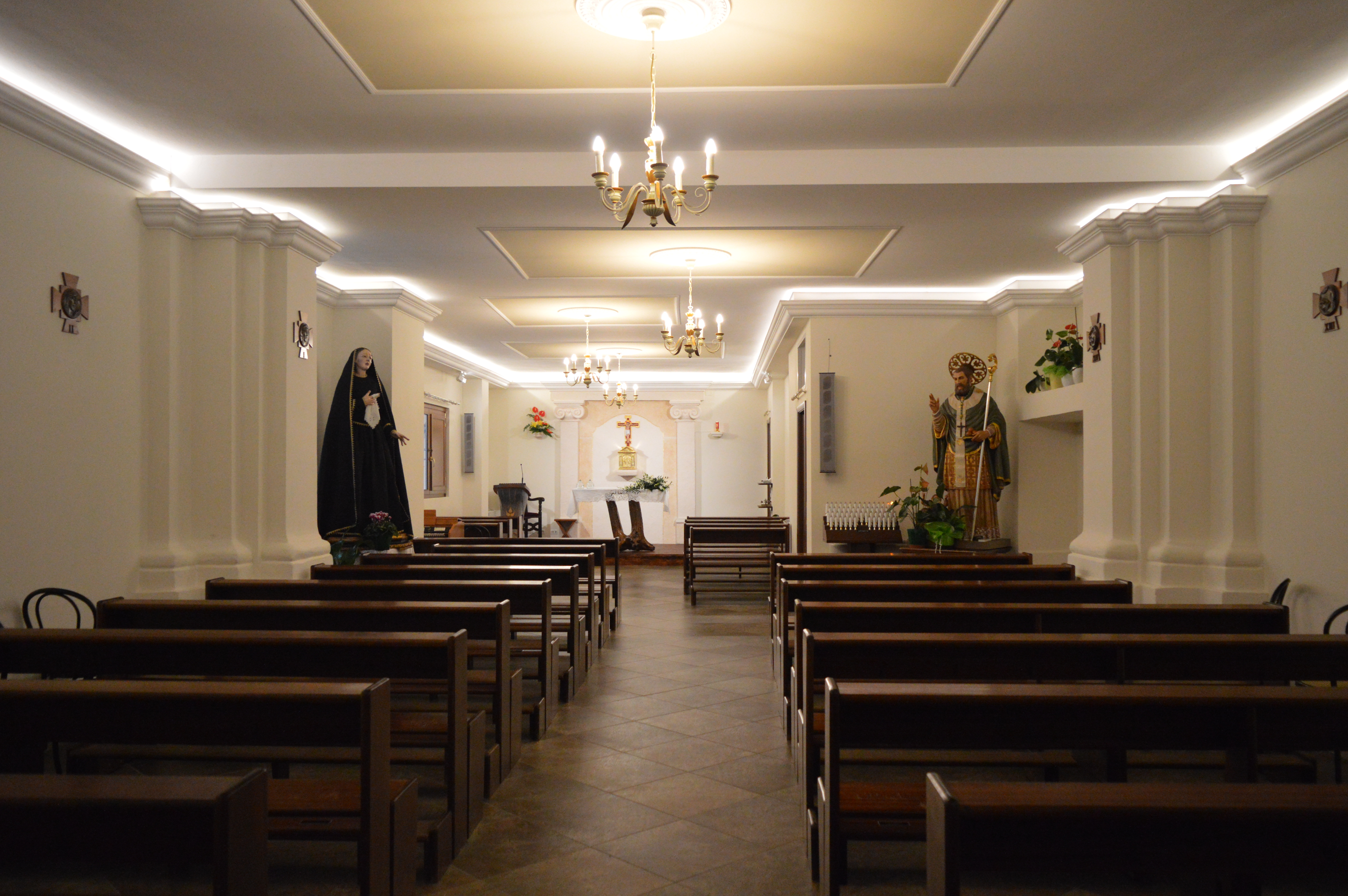
L'interno della chiesa

La facciata prospettante su corso Garibaldi, è in stile rurale, inquadrata da paraste e cornici marcapiano, con un portale centrale architravato sovrastato da una lunetta semicircolare, in cui è inserita una vetrata raffigurante il Cristo benedicente. Sulla sinistra è collocato un piccolo campanile a vela in cui sono collocati due bronzi fusi dalla fonderia Allanconi di Ripalta Cremasca (CR): su di essi sono incise quattro effigi ciascuno, il cui significato rimanda alla storia e alla vita della comunità parrocchiale.
L'interno che vediamo oggi, ad unica navata, è profondamente diverso rispetto a quello originario: l'aula di culto odierna infatti occupa solo la parte inferiore dell'intero edificio. Sono comunque visibili alcuni elementi superstiti, come le antiche colonne e l'acquasantiera. Di particole interesse è la statua della Madonna Addolorata, realizzata dallo scultore pugliese Michele Divito, ispirata ai canoni stilistici del Settecento napoletano. Il piccolo altare è stato ricavato da un tronco, modellato poi da alcune maestranze locali.
L'ambone, le stazioni della Via Crucis, le statue del Sacro Cuore, di San Pio e del Cristo Morto appartenevano alla vicina chiesa di San Nicola Vescovo.
Al di sopra della chiesa si trova un oratorio dedicato agli Angeli Custodi utilizzato, assieme ad altri locali adiacenti, per le attività della parrocchia di San Nicola Vescovo.